# Victoria de los Ángeles

Victoria de los Ángeles in 1975

Victoria de los Ángeles (Barcelona, 1 november 1923 — aldaar, 15 januari 2005) was een Spaans operazangeres. Haar echte naam was Victòria López García.
Victoria kwam uit een muzikale familie en doorliep het 6-jarige conservatorium van Barcelona in 3 jaar. In 1945 maakte ze haar operadebuut in het Liceo Theater in Barcelona. In de daaropvolgende veertig jaar bespeelde ze alle beroemde operazalen van de wereld. Ze zong Puccini, Bizet, Verdi, Gounod en Wagner. Maar ook in de concertzalen schitterde ze met haar heldere warme stem, onder meer met Spaanse volksliederen.
In 1992 trad ze nog op tijdens de sluitingsceremonie van de Olympische Spelen in Barcelona. Ze had enkele jaren daarvoor, na de dood van haar zoon, al afscheid genomen van het publiek.